# Begonia wollnyi
Begonia wollnyi es una especie de planta perenne perteneciente a la familia Begoniaceae. Es originaria de Sudamérica.

## Distribución
Es originaria de Brasil donde se encuentra en la Amazonia distribuida en los estados de Pará, Amazonas y Acre.

## Taxonomía
Begonia wollnyi fue descrita por Theodor Carl Julius Herzog y publicado en Repertorium Specierum Novarum Regni Vegetabilis 7: 63. 1909.
Etimología
Begonia: nombre genérico, acuñado por Charles Plumier, un referente francés en botánica, honra a Michel Bégon, un gobernador de la excolonia francesa de Haití, y fue adoptado por Linneo.
wollnyi: epíteto
Sinonimia
- Begonia acrensis Irmsch.
- Begonia williamsii Rusby & Nash[3]